# Trận Thuận Xương
Trận Thuận Xương (chữ Hán: 顺昌之战: Thuận Xương chi chiến) là một trận đánh diễn ra vào năm 1140, thuộc chiến tranh Kim – Tống trong lịch sử Trung Quốc. Tướng Tống là Lưu Kỹ chỉ huy chưa đến 2 vạn Bát tự quân bảo vệ phủ Thuận Xương (nay là Phụ Dương, An Huy), bất ngờ đánh bại hơn chục vạn quân Kim do Đô nguyên soái Ngột Truật chỉ huy, bao gồm lực lượng bộ binh Thiết Phù Đồ và 2 cánh kỵ binh Trường Thắng quân chưa bao giờ gặp thất bại.

## Bối cảnh
Cuối năm 1138 (năm Thiệu Hưng thứ 8 thời Tống Cao Tông, năm Thiên Quyến đầu tiên thời Kim Hi Tông), phe chủ hòa của 2 nước Tống (đại biểu là Tần Cối) – Kim (đại biểu là Hoàn Nhan Xương) đắc thế, đôi bên ký kết hòa ước. Đầu năm 1139, Tống Cao Tông đại xá cả nước, nhà Tống tiếp quản những khu vực ở Hà Nam và Thiểm Tây mà nhà Kim trả lại, bao gồm 3 kinh (Đông Kinh Khai Phong phủ, Tây Kinh Hà Nam phủ và Nam Kinh Ứng Thiên phủ). Nhưng cùng năm, phe chủ hòa của Kim thất thế, Hoàn Nhan Xương bị kết tội mưu phản và bị Hoàn Nhan Tông Bật đuổi giết.
Ngày 25 tháng 2 năm 1140, nhà Tống lấy Chủ quản thị vệ mã quân tư Lưu Kỹ sung làm Đông Kinh phó lưu thủ, Tiết chế quân mã. Lưu Kỹ soái quân bản bộ lên đường, mang theo cả gia quyến của tướng sĩ, dự định quân đội sẽ đồn trú ở Biện Kinh (tức Đông Kinh) , còn quyến thuộc làm nhà ở phủ Thuận Xương . Quân Tống ngược dòng Trường Giang, vượt qua sông Hoài, phải đi cả thảy 2,200 dặm; đến Qua Khẩu , sắp ăn cơm, thì gió lớn thổi tung màn trướng. Tống soái Lưu Kỹ nói: "Đây là điềm có giặc đấy, chủ về bạo binh." Rồi lập tức hạ lệnh tiến quân, ngày đêm không nghỉ. Ngày 20 tháng 5, Kim Hi Tông giáng chiếu thu hồi những vùng đất đã cắt nhượng theo hòa ước, lúc này Lưu Kỹ còn cách Thuận Xương 300 dặm. Lưu Kỹ cùng tướng tá bỏ thuyền lên bờ, tiến vào phủ thành Thuận Xương.
Ngày 30 tháng 5, Đô nguyên soái của Kim là Việt quốc vương Hoàn Nhan Tông Bật tiến vào Đông Kinh, lưu thủ của Tống là Mạnh Canh dâng thành đầu hàng. Tri Hưng Nhân phủ Lý Sư Hùng, Tri Hoài Ninh phủ Lý Chánh Dân đều xin hàng, các quận Hà Nam nối nhau quy hàng nhà Kim. Ngày 3 tháng 6, tin tức Đông Kinh thất thủ truyền đến phủ Thuận Xương. Sáng hôm sau, người Thuận Xương lại nghe tin thiết kỵ của Kim đã tiến vào Trần Châu , cách Thuận Xương chỉ còn 300 dặm.

## Lực lượng

### Binh lực
- Binh lực của Kim bao gồm:
  1. Cánh quân tiên phong của Hàn Thường, không rõ quân số.[5]
  2. Cuộc tấn công đầu tiên với hơn 3 vạn binh do Tam lộ đô thống, Cát vương Hoàn Nhan Tụ và Long Hổ đại vương Đột Hợp Tốc chỉ huy.[5]
  3. Cuộc tấn công thứ hai với hơn 10 vạn binh do Hoàn Nhan Tông Bật đích thân chỉ huy, có lẽ đã bao gồm các cánh quân của Hàn Thường và Hoàn Nhan Tụ, Đột Hợp Tốc.[5] Trong đó có 2 cánh thiết kỵ mà người Kim gọi là Trường Thắng quân, còn người Tống gọi là Quải Tử Mã [f], chuyên dùng để công kiên [g], thường về cuối cuộc chiến mới dùng đến. Thành viên của Trường Thắng quân đều là người Nữ Chân. Đặc biệt Hoàn Nhan Tông Bật còn đem theo 3000 nha binh để đốc chiến. Binh này đều khoác giáp nặng (trọng khải giáp), đầu đội mũ Đâu mâu sắt có vành rộng bao quanh nên được đặt hiệu là 'Thiết Phù Đồ'. Thiết Phù Đồ tổ chức 3 người làm 1 ngũ, xâu lại với nhau bằng dây da, mỗi khi tiến 1 bước, lập tức đẩy Cự mã che chắn phía trước [h], thành ra chỉ có tiến mà không lui.[4]
- Tống: Năm 1136, Lưu Kĩ được tiếp quản Bát tự quân của Vương Ngạn và Thân quân mã quân của Giải Tiềm, biên chế làm đội quân của riêng mình. Ngay khi được Tri Thuận Xương phủ Trần Quy báo tin Đông Kinh thất thủ, Lưu Kỹ nói: "Quân ta có 18,000 người, mà hậu cần chiếm một nửa, lại từ xa đến, dựa vào sức mình thì không thể làm gì!" Thực tế, số lính Tống có thể chiến đấu ở trận này là chưa đến 5,000 người.[5]

### Tướng soái
- Kim soái Hoàn Nhan Tông Bật đã lập rất nhiều chiến công trong xung đột Kim – Tống, được người Tống gọi là "Tứ thái tử" (nhằm so sánh với "Tam thái tử" Hoàn Nhan Tông Vọng), nhưng đây là lần đầu tiên Tông Bật tiến hành chiến tranh trong vai trò thống soái tối cao của quân đội nhà Kim.
- Tống soái Lưu Kỹ chưa có danh vọng gì trước trận đánh này. Lưu Kỹ vốn là chỉ huy thân quân tạm quyền do Tống Cao Tông chỉ định (do ái tướng của Cao Tông là Dương Tồn Trung tạm rời thân quân để chiến đấu lập công), rồi may mắn được nắm giữ binh quyền. Ban đầu, Đông kinh phó lưu thủ là một chức vụ không quá khó khăn khi hòa ước vẫn còn hiệu lực.
- Hoàn Nhan Tông Bật và Lưu Kỹ đều từng tham chiến ở trận Phú Bình, nhưng đấy là kỷ niệm đáng quên với cả hai. Tông Bật lọt vào vòng vây của quân Tống, nhờ bộ tướng liều chết chiến đấu mới thoát ra.[6] Lưu Kỹ được ghi nhận là tướng lãnh hăng hái nhất trong quân Tống, nhưng rốt cục vẫn chịu thất bại.[7] Tất cả vinh dự của trận Phú Bình thuộc về tướng Kim là Lâu Thất.[8]

## Địa điểm
Phủ Thuận Xương có phía bắc gần sông Dĩnh, nam nhìn sông Hoài, đông liền Hào Châu , Thọ Châu , tây kề Thái Châu , Trần Châu. Phủ thành là cửa ngõ trọng yếu che chắn lưu vực sông Hoài, là đầu mối trọng yếu giao thông nối liền Biện Lương (tức Đông Kinh).

## Diễn biến
Cuộc chiến ở phủ Thuận Xương được chia làm 2 giai đoạn: trước và sau khi Hoàn Nhan Tông Bật đến.

### Công tác trù bị của Lưu Kỹ
Ngay khi nhận tin Đông Kinh thất thủ, Lưu Kỹ đến gặp Trần Quy; Kỹ nói: "Việc gấp rồi, trong thành nếu như có lương, thì có thể cùng anh coi giữ." Quy nói: "Có mấy vạn hộc gạo." Kỹ nói: "Được rồi!" Lưu Kỹ kiểm kê thì thấy thuốc độc của nhà Lưu Tề vẫn còn nhiều, cho rằng như thế là đủ dành cho kẻ địch. Bấy giờ 2 đội quân Tuyển phong, Du dịch cùng già trẻ, quân nhu vẫn còn cách khá xa, Lưu Kỹ sai kỵ binh đi giục, canh tư mới đến dưới thành. Sáng hôm sau, nghe tin Trần Châu thất thủ, lòng người hoang mang; Lưu Kỹ sai binh thuộc bàn bạc với Trần Quy, thu tất cả binh sĩ vào thành, cắt đặt phòng ngự, nên lòng người dần an định trở lại.
Ngày 5 tháng 6, Lưu Kỹ triệu chư tướng tính kế, mọi người đều nói: "Binh Kim không thể địch nổi, xin lấy tinh nhuệ làm hậu quân, bộ kỵ che chở cho già trẻ xuôi dòng về Giang Nam." Lưu Kỹ nói: "Tôi vốn đến làm Phó quan Lưu tư, nay Đông Kinh dẫu mất, may mắn là toàn quân đã đến đây, có thành thì phải giữ, sao lại bỏ đi? Ý tôi đã quyết, ai dám nói đi thì chém!" Chỉ có bộ tướng 'Dạ xoa' Hứa Thanh hăng hái nói: "Thái úy phụng mệnh đi lấy Biện Kinh, quân sĩ mang theo già trẻ cùng đi, nay muốn trốn chạy thì dễ. Nhưng muốn bỏ rơi cha mẹ vợ con thì không đành, muốn đem họ cùng đi thì địch đuổi kịp, làm sao thoát được? Không bằng cùng nhau nỗ lực đánh một trận, tìm sống trong chết vậy!" Lời ấy hợp với Lưu Kỹ, nên Kỹ cả mừng, đục đáy dìm thuyền, tỏ ý không đi. Lưu Kỹ đem cả nhà vào chùa, chất củi ở cửa, răn kẻ giữ cửa rằng: "Nếu như thất bại, hãy thiêu nhà ta, không thể chịu nhục trong tay địch." 
Thông phán phủ sự Uông Nhược Hải sắp đem phủ hịch đến hành tại (tức phủ Lâm An), Lưu Kỹ gởi kèm tấu sớ của mình cho ông ta, rồi lập tức cùng quan thuộc lên thành trù tính kế hoạch. Lưu Kỹ mệnh cho các Thống chế quan chia ra giữ các cửa thành: Hứa Thanh giữ cửa đông, Hạ Huy giữ cửa tây, Chung Ngạn giữ cửa nam, Đỗ Kỷ giữ cửa bắc. Lưu Kỹ cũng muốn dò xét tình hình, bèn chiêu mộ người địa phương vào đội ngũ do thám. Vì thế toàn quân đều hăng hái, đàn ông chuẩn bị chiến đấu, đàn bà mài đao kiếm, tranh nhau hò reo nhảy nhót rằng: "Lúc thường người ta khi dễ Bát tự quân, hôm nay chúng ta sẽ vì quốc gia mà phá giặc lập công." 
Lưu Kỹ tự lên thành coi sóc công việc: sắp chiến cụ, sửa tường lũy; bấy giờ việc phòng bị thiếu thốn nhân lực, Kỹ bèn lấy Si xa  do nhà ngụy Tề chế tạo, đem thùng xe chôn trên mặt thành. Lưu Kỹ tháo gỡ cửa sổ nhà dân, lấy phên tre che kín. Ngoài thành có vài ngàn nhà dân, Lưu Kỹ sợ người Kim dùng làm sào huyệt, bèn mệnh cho đốt cả đi. Bên cạnh thành, Lưu Kỹ xây Dương mã viên , trên viên khoét cửa (tương tự lỗ châu mai).
Sau 6 ngày, mọi việc tạm xong, kỵ binh do thám của người Kim đã vượt sông Dĩnh đến dưới thành. Kỵ binh Kim đến gần để nghe ngóng, chỉ thấy trong thành im ắng, không có ngay cả tiếng gà chó.

### Cuộc tấn công đầu tiên của quân Kim
Lưu Kỹ sớm đặt mai phục ở dưới thành, đợi kỵ binh do thám của Kim đến thì bắt được bọn Thiên hộ A Khắc Thuận Sát 2 người , tra hỏi mới biết tiền quân của Hàn Thường đóng trại ở Bạch Long Qua, cách thành 30 dặm . Lưu Kỹ trong đêm sai hơn ngàn người tấn công, giết địch rất nhiều.
Ngày 15 tháng 6, Tam lộ đô thống, Cát vương Hoàn Nhan Tụ cùng Long Hổ đại vương Đột Hợp Tốc đem hơn 3 vạn binh đến bao vây phủ Thuận Dương bao vây phủ thành Thuận Dương; Lưu Kỹ lệnh cho mở các cửa, khiến quân Kim nghi hoặc không dám đến gần.
Quân Tống bày trận ở phía sau Dương mã viên, tên của quân Kim nếu vượt qua nóc viên thì cũng cắm vào tường thành. Quân Tống dùng Phá Địch cung (một loại nỏ sàng) kèm theo Thần Tý cung (một loại nỏ), Cường nỗ (nỏ mạnh), từ trên thành hoặc cửa sổ của viên bắn ra, khiến quân Kim dần lùi lại. Lưu Kỹ tiếp tục lấy bộ binh đón đánh, khiến quân Kim chết đuối không đếm xuể. Quân Tống phá được vài ngàn thiết kỵ của Kim, lấy đi võ khí, áo giáp. Lưu Kỹ còn bắt được bé trai người Nữ Chân, người Hán trong quân Kim, sai họ đem ngân bài chạy đến Đông Kinh, cấp báo với Hoàn Nhan Tông Bật.
Bấy giờ Trần, Thái về phía tây đều không đánh mà hàng; còn có người tên Vương Sơn, khi xưa từng được nhà Kim dùng làm Tri Thuận Xương phủ, đến nay lại đến dưới thành, bởi Hoàn Nhan Tông Bật muốn hắn ta quay lại giữ chức ở Thuận Xương. Vì thế Lưu Kỹ lo lắng có kẻ muốn bảo toàn tính mạng sẽ bán đứng mình, nên không cho quan lại, quân dân của Thuận Xương lên thành, mà lấy binh sĩ bản bộ đảm nhiệm việc phòng thủ. Ngoài ra, Phu Duyên lộ Phó tổng quản Lưu Quang Viễn lấy cớ đường sá tắc nghẽn không thể đến nhiệm sở, tân Tri Thạch Tuyền quân Liễu Nghê được Lưu Kỹ mời gọi, đều ở trong quân Tống. Liễu Nghê đến cửa đông, bị tên bắn trúng tay trái; Nghê nhổ tên rồi bắn trả, lập tức có lính Kim ngã nhào.
Ngày 21 tháng 6, Lưu Kỹ được đặc thụ Đỉnh Châu quan sát sứ, Xu mật Phó đô thừa chỉ, Duyên Hoài chế trí sứ.
Vây thành được 4 ngày, quân Kim dời trại đến thôn Quải Lý ở phía đông thành, cách thành 20 dặm. Đến nay, Lưu Kỹ sai kiêu tướng Lư Sung  đem theo 500 lính đánh thuê, chiêu mộ người địa phương làm hướng đạo, trong đêm cướp trại. Quân Tống đi qua mấy tầng lều rạp, đến cỗ Hề xa sơn đỏ , gặp một viên tướng mặc giáp nặng, cầu xin rằng: "Tha chết thì tôi sẽ im lặng!" Lính Tống không nghe, liền giết chết hắn ta. Đêm ấy trời muốn mưa, sấm chớp 4 bề nổi lên, quân Tống trông thấy người nào tết tóc thì đâm chết; quân Kim phải lui 15 dặm. Lưu Kỹ lại mộ trăm người đuổi theo, có kẻ xin hàm mai (ngậm hàm thiết), Kỹ cười nói: "Không cần mai." Lưu Kỹ mệnh cho chẻ tre làm Khiếu (嘂) – một món nhạc khí của trẻ con nơi phố thị, phát cho mỗi người cảm tử một cái, sai họ tiếp cận doanh trại Kim. Mỗi khi chớp lóe thì quân Tống hăng hái tấn công, chớp ngừng thì ẩn nấp bất động, khiến quân Kim rối loạn. Trăm lính Tống dựa vào tiếng Khiếu để phối hợp, người Kim không thể lần ra, cả đêm tự đánh lẫn nhau, thây phơi đầy doanh trại, phải lui quân về Lão Bà loan.

### Hoàn Nhan Tông Bật đến Thuận Xương
Kim Đô nguyên soái Hoàn Nhan Tông Bật đang ngụ tại cung Long Đức ở Đông Kinh , nghe tin thất bại, lập tức xỏ giày lên ngựa, kêu gọi binh sĩ bản bộ ra trận, chốc lát đã tập hợp được họ. Đông Kinh cách Thuận Xương chừng 1,200 dặm, Tông Bật ghé Hoài Ninh nghỉ lại 1 đêm, để sửa chiến cụ, sắp lương khô; chỉ mất chưa đầy 7 ngày là đến nơi.
Hoàn Nhan Tông Bật tiến vào huyện Thái Hòa, trách chư tướng thua trận, mọi người đều nói: "Nam triều dùng binh không giống trước đây, quốc vương đến thành sẽ thấy." Tông Bật đến dưới thành, thấy thành nhỏ yếu, nói: "Thứ kia chỉ cần thúc mũi giày là đổ nhào."  Quân Kim đóng trại ở bờ bắc sông Dĩnh, kéo dài 15 dặm; mỗi chiều, tiếng trống vang dội sơn cốc, còn tiếng huyên náo trong doanh trại kéo dài cả đêm. Trước trướng của Tông Bật, giáp binh xếp hàng, đuốc cháy thâu đêm, tướng sĩ thay nhau ngủ gật trên lưng ngựa.

### Lưu Kỹ thi hành kế phản gián
Nghe tin Hoàn Nhan Tông Bật đã đến gần, Lưu Kỹ lên thành, hội họp chư tướng ở cửa đông, hỏi kế. Có người nói lúc này đã liên tiếp thắng lợi, nhân cơ hội này, bảo toàn quân đội mà quay về. Lưu Kỹ nói: "Triều đình nuôi binh 15 năm, chính là dùng khi cần thiết, huống hồ đã bẻ gãy được mũi nhọn của giặc, uy phong đã hơi phấn chấn, dù quân số nhiều ít khác biệt, nhưng có tiến không lui. Vả lại doanh trại của địch chỉ cách thành 30 dặm, mà Tứ thái tử đã đến tiếp viện, quân ta mà động, bị địch đuổi kịp, già trẻ loạn trước, rồi tất cả sẽ chịu khốn đốn, thì công lao trước đây đều bỏ phế cả; để cho kẻ địch thừa cơ xâm lấn Lưỡng Hoài, chấn động Giang, Chiết, thì cái chí bình sanh báo quốc, lại trở thành cái tội làm lỡ việc nước." Mọi người đều cảm động mà trở nên hăng hái, nói: "Chỉ nghe mệnh của Thái úy." 
Lưu Kỹ mộ được bọn Tào Thành 2 người, dụ họ rằng: "Sai mày làm gián điệp, việc nên sẽ trọng thưởng. Cứ làm theo lời ta, địch sẽ không giết mày. Nay đặt mày vào nhóm kỵ binh tuần tiễu, mày gặp địch thì vờ ngã ngựa rồi bị địch bắt. Địch soái hỏi ta là người thế nào, thì đáp: 'Con trai của biên soái thời bình, ưa chơi bời; triều đình cho rằng hai nước giảng hòa, sai giữ Đông Kinh để được an nhàn đấy.'" 2 người quả nhiên bị quân Kim bắt, chịu Hoàn Nhan Tông Bật tra hỏi, rồi đáp như thế. Tông Bật vui mừng, nói: "Thành này dễ phá đấy." Tông Bật bèn hạ lệnh không dùng đến Nga xa , máy bắn đá (pháo cụ) không dùng. Ngày hôm sau, Lưu Kỹ lên thành, trông thấy bọn Tào Thành 2 người từ xa đến, thòng dây kéo lên, rồi mở trói cho họ, thì thấy trên dây trói có treo 1 cuộn văn thư; Kỹ sợ rối lòng quân, lập tức đốt đi.

### Lưu Kỹ thi hành kế khích tướng
Lưu Kỹ sai Cảnh Huấn đem thư hẹn đánh, Hoàn Nhan Tông Bật giận nói: "Lưu Kỹ sao dám đánh với ta, lấy sức của ta phá thành của mày, cứ thúc mũi giày là đổ nhào mà thôi." Cảnh Huấn nói: "Thái úy chẳng những mời thái tử đến đánh, còn nói thái tử hẳn không dám vượt sông, xin tặng 5 cây nhịp cầu nổi, hãy vượt sông mà đại chiến." Hoàn Nhan Tông Bật nói: "Được."  Rồi Tông Bật lập tức hạ lệnh: "Sáng mai ăn cơm trong phủ trị, ai bắt được ngọc lụa trai gái thì được phép giữ lại, đàn ông trưởng thành thì giết sạch."  Còn bẻ tên mà thề, nhằm khích lệ tướng sĩ.
Sáng hôm sau, Lưu Kỹ quả nhiên dựng 5 nhịp cầu nổi trên sông Dĩnh, quân Kim bèn từ chỗ ấy vượt sông. Trước đó, Lưu Kỹ sai người hạ độc ở thượng lưu sông Dĩnh và các bãi cỏ, răn quân sĩ dù khát chết cũng không được uống nước sông, ai uống sẽ bị tru di cả họ.

### Cuộc tấn công của Hoàn Nhan Tông Bật
Bình minh ngày 25 tháng 6, Hoàn Nhan Tông Bật đích thân chỉ huy quân Kim tấn công phủ thành Thuận Dương, chia ra nhắm vào cả hai cửa đông – tây. Quân Kim có hơn 10 vạn, 2 cánh trái – phải là Trường Thắng quân chưa từng nhận thất bại. Hoàn Nhan Tông Bật khoác áo trắng, cỡi ngựa trùm giáp (giáp mã), đem 3000 binh Thiết Phù Đồ đốc chiến, còn chư tướng Kim đều nắm quân riêng.
Quân Kim trước tiên đánh cửa đông, Lưu Kỹ điều quân ứng chiến, quân Kim bèn lui. Các tướng Tống xin đánh Hàn Thường trước (Hàn Thường là người Hán), Lưu Kỹ nói: "Đánh lui Hàn Thường, thì không còn sức chống lại tinh binh của Ngột Truật, theo binh pháp thì trước tiên hãy đánh Ngột Truật. Ngột Truật chịu thua, thì bọn còn lại không thể làm gì." 
Hôm ấy trời nóng bức, quân Kim đường xa mệt mỏi, đêm ngày không cởi giáp, đến nay người ngựa đói khát, nhưng uống nước ăn cỏ liền phát bệnh, ngày càng khốn đốn. Quân Tống nhàn hạ chờ đợi, lúc này còn thay phiên ăn uống bên dưới Dương mã viên. Buổi sáng trời mát, Lưu Kỹ án binh bất động; đợi đến khoảng Thân (chừng 15 giờ chiều), quân Kim tỏ ra mệt mỏi, Kỹ bất ngờ sai vài trăm người từ cửa tây đánh ra; ít lâu sau Lưu Kỹ lại cho khoảng vài ngàn binh Tống ra cửa nam, lệnh cho họ không được la hét, đều dùng binh khí ngắn để tấn công kẻ địch. Tướng Tống là Thống chế quan Triệu Tỗn, Hàn Trực mình trúng vài mũi tên mà vẫn chiến đấu không nghỉ, khiến Lưu Kỹ phải hạ lệnh khẩn cấp dìu họ trở về. Binh Tống đều liều chết xông vào trận địa của quân Kim, dao – rìu chém loạn xuống, đến mức nhấc tay lên thì cùng lính Kim ngã nhào xuống sông hộ thành.
Quân Kim đại bại, bị giết 5,000 người, thây phơi khắp nơi. Hoàn Nhan Tông Bật dời trại sang phía tây thành, đào hào để tự vệ, ý đồ vây khốn Thuận Dương. Đêm ấy trời mưa lớn, mặt đất ngập sâu hơn thước, không còn chỗ nào khô ráo. Sáng hôm sau, Lưu Kỹ điều binh đánh trại, giao chiến từ giờ Thìn đến giờ Thân, quân Kim yếu thế, nhờ Thiết Phù Đồ bày Cự mã để che chắn, từ từ lui lại. Trên thành Thuận Dương, tiếng trống không dứt, người trong thành đem cơm canh ra, quân Tống ngồi tại chỗ mà ăn, quân Kim mệt mỏi không dám đến gần. Quân Tống ăn xong, phá dỡ Cự mã, xông vào chặt chém Thiết Phù Đồ. Binh Tống lấy lao dài (thương tiêu) nhắm vào mũ đâu mâu, lấy rìu lớn (đại phủ) chặt chân tay, đập vụn đầu của binh sĩ Thiết Phù Đồ; ngay cả Trường Thắng quân cũng bị giết chết. Quân Kim lần nữa đại bại, người chết lên đến hàng vạn, máu thịt vương vãi đầy đất, còn các thứ xe, cờ, vũ khí, áo giáp chất cao thành gò.

## Kết quả
Ngày 28 tháng 6, Hoàn Nhan Tông Bật vượt cầu nổi trở về, giải vây cho thành Thuận Dương. Tông Bật nghỉ ngơi ở Thái Hòa 2 ngày, rồi quay lại Trần Châu, kể tội chư tướng, từ Hàn Thường trở xuống đều chịu phạt đòn. Sau đó Tông Bật cắt đặt chư tướng giữ các nơi Quy Đức, Hứa Châu, Trần Châu, còn ông ta quay về Đông Kinh.
Nghe báo tiệp, Tống Cao Tông rất hài lòng, thụ Lưu Kỹ làm Vũ Thái quân Tiết độ sứ, Thị vệ mã quân Đô ngu hầu, Tri Thuận Xương phủ, Duyên Hoài chế trí sứ.

## Đánh giá
Trận Thuận Dương là một trong những chiến thắng lấy ít chống nhiều nổi tiếng trong lịch sử Trung Quốc. Trận này Tống soái Lưu Kỹ khéo léo đoàn kết quân dân, khích lệ tướng sĩ, khiến mọi người đồng tâm hiệp lực, kiên quyết kháng chiến. Bấy giờ có binh sĩ Hà Bắc trình cáo rằng: "Bọn tôi là Tả hộ quân, vốn không có đấu chí, mà có thể giết Lưỡng dực Quải tử mã đấy."   Hơn nữa, Lưu Kỹ lựa chọn chiến thuật linh hoạt và đúng đắn: chủ động tấn công Hàn Thường, cướp trại của bọn Hoàn Nhan Tụ, dĩ dật đãi lao đối phó với Hoàn Nhan Tông Bật, giúp quân Tống giành được ưu thế trong suốt cuộc chiến.
Đây là cuộc chiến đầu tiên của Hoàn Nhan Tông Bật sau khi ông ta trở thành Đô nguyên soái của nhà Kim. Trận này Tông Bật bộc lộ tâm lý nóng vội, chủ quan và khinh địch, khiến quân Kim rơi vào trạng thái mệt mỏi, bệnh tật và bị động. Nhờ vậy, quân Tống giành được thắng lợi bất ngờ và vang dội. Kết quả bất ngờ ở Thuận Dương thật sự gây kinh sợ cho giới quý tộc Nữ Chân. Bấy giờ sứ Tống là Hồng Hạo đang bị giam lỏng ở Yên Kinh , đã mật tấu: "Chiến thắng Thuận Xương, người Kim sợ hãi mất vía, đồ vật quý giá ở Yên đều được dời lên bắc, ý muốn từ bỏ vùng đất từ Yên về phía nam." 
Chiến thắng Thuận Xương dấy lên xu thế thắng lợi của quân đội Nam Tống trên khắp các chiến trường. Tiếp đó Ngô Lân ở Thiểm Tây, Nhạc Phi ở Kinh Tây, Hàn Thế Trung ở Hoài Đông trước sau đánh bại quân Kim, mở ra cục diện sáng sủa chưa từng thấy đối với quân Tống trong chiến tranh Kim – Tống. Vì thế người đương thời bàn rằng khi ấy nếu chư tướng đồng lòng, chia đường đuổi đánh, thì Hoàn Nhan Tông Bật có thể bắt được, Biện Kinh có thể giành lại; nhưng Tần Cối lần lượt gọi các đội quân Tống quay về, tự bỏ qua cơ hội, khá đáng tiếc vậy! 
Năm 1166, Tống Hiếu Tông biểu dương chiến thắng Thuận Dương là 1 trong 13 chiến công trung hưng nhà Tống.